# دانگفنگ یولان
دانگفنگ یولان (انگلیسی: Dongfeng Yulon) شرکت خودروسازی چینی است، که در سال ۲۰۱۰ تأسیس شد.